# Grandiclavula
Grandiclavula is een geslacht van vliesvleugeligen uit de familie Encyrtidae. De wetenschappelijke naam van dit geslacht is voor het eerst geldig gepubliceerd in 2001 door Zhang & Huang.

## Soorten
Het geslacht Grandiclavula is monotypisch en omvat slechts de volgende soort:
- Grandiclavula spatulata Zhang & Huang, 2001